# Lagunitas Brewing Company
Lagunitas Brewing Company, fundada en 1993 en Lagunitas, California, es una empresa cervecera filial de Heineken International. Antes de que Heineken comprara una participación del 50% en la compañía en 2015, Lagunitas Brewing era considerada una cervecería artesanal y en 2013 fue clasificada como la quinta cervecería artesanal más vendida en los Estados Unidos. Heineken compró el resto de la compañía en 2017.